# Dinastía II de Egipto
La Dinastía II o Segunda Dinastía de faraones egipcios transcurre de c. 2890 a 2700 a. C., y forma parte, junto con la dinastía I, del Periodo arcaico.

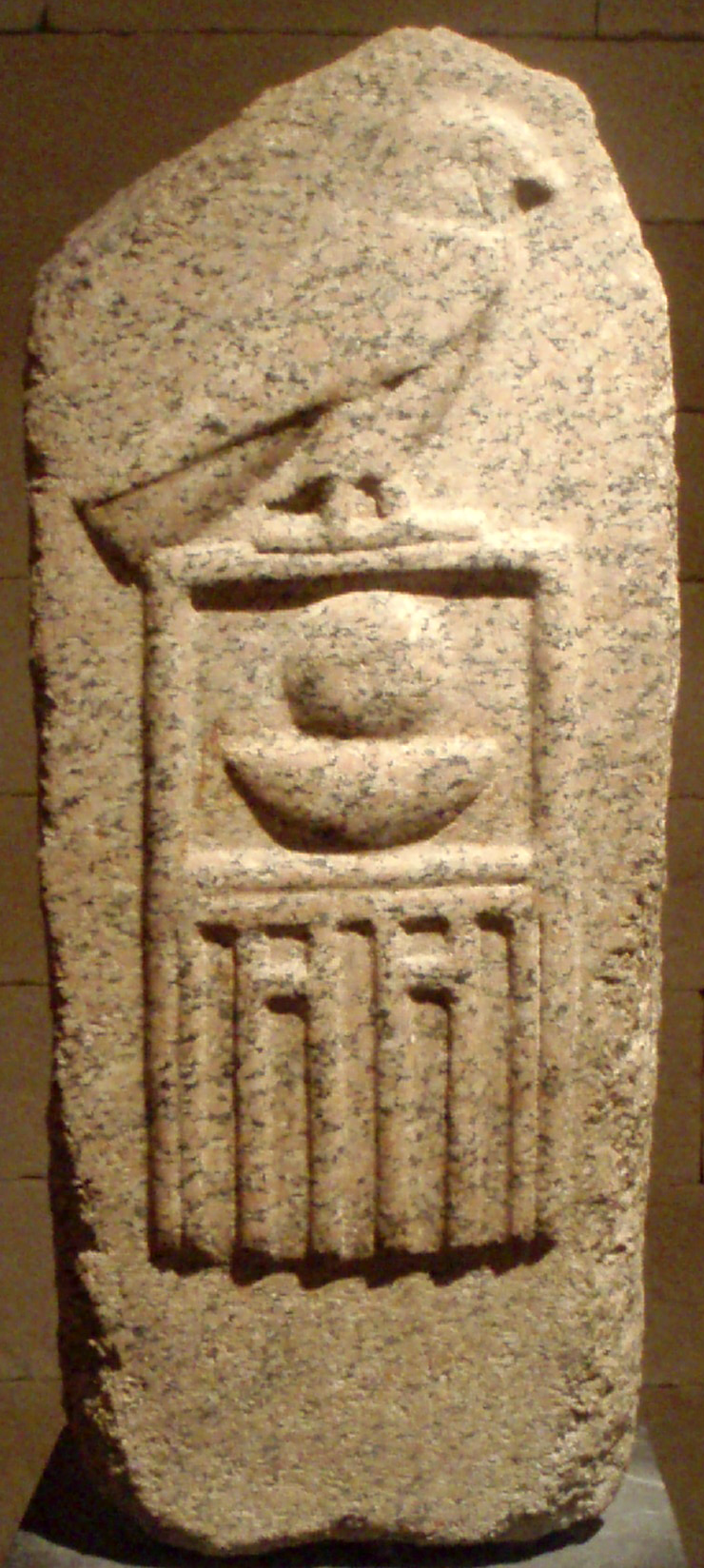
Estela de Nebra.

No se aprecia una clara ruptura entre la primera y la segunda dinastía. Algunos indicios hacen suponer la pacificación lograda entre las Dos Tierras, el Alto Egipto y el Bajo Egipto, como refleja el nombre del primero de sus reyes, Hetepsejemuy "los dos poderes están en paz". 
La segunda dinastía cierra el período Arcaico o Tinita (nombre dado del lugar de donde procedían los primeros faraones de las dos primeras dinastías, Tinis, This en egipcio, cerca de Abidos).

## Historia
Esta dinastía marca un reforzamiento del poder absoluto basado en una organización centralizada y la utilización más intensiva de la escritura (aumento de burocracia). Menfis se convierte en la capital del reino del norte con Uneg y Sened. 
Hay indicios de una crisis de rivalidad entre Tinis y Menfis, reflejada en la estela de Peribsen, donde el "Nombre de Seth" sustituye al "Nombre de Horus". Los reyes de la segunda dinastía deben luchar contra los nubios y lograr la pacificación del norte del país, que solo la conseguirá Jasejemuy, al final de la dinastía. 
Al comienzo de esta dinastía, el acento político y cultural se situó más en el Bajo Egipto. Los faraones fueron enterrados en Saqqara. Fue un momento de inestabilidad política, con algunos faraones solo reconocidos en el Bajo Egipto. Los gobernantes al inicio de este período fueron Hetepsejemuy, Nebra, Ninecher, Uneg y Sejemib. Después de ellos llegaron varios "rebeldes" del Bajo Egipto, cuyos nombres solo se conocieron mucho más tarde, y tal vez de manera incorrecta: Neferkara, Neferkaseker y un rey que puede haber sido llamado Hudyefa. La contraparte del Alto Egipto de estos faraones fue Peribsen, quien se consideraba a sí mismo como el representante de Set de Naqada, y por lo tanto también llevaba un nombre de Set. Fue sucedido por Jasejemuy. Este rey unió a los dos dioses en su nombre de Horus-Set (reemplazado por un nombre de Horus en Hierakónpolis, donde se adoraba a Horus) y también pudo reunir las Dos Tierras. A partir de ahora, Horus fue considerado el protector del Bajo Egipto y Set el del Alto Egipto. Dado el énfasis en el dominio de Horus, está claro que el Bajo Egipto desempeñó el papel más importante de ahora en adelante.

## Faraones de la Dinastía II
Solo se conocen con seguridad los nombres y el orden de los cuatro primeros soberanos y del último, pero no se ha podido identificar casi ninguna tumba real.

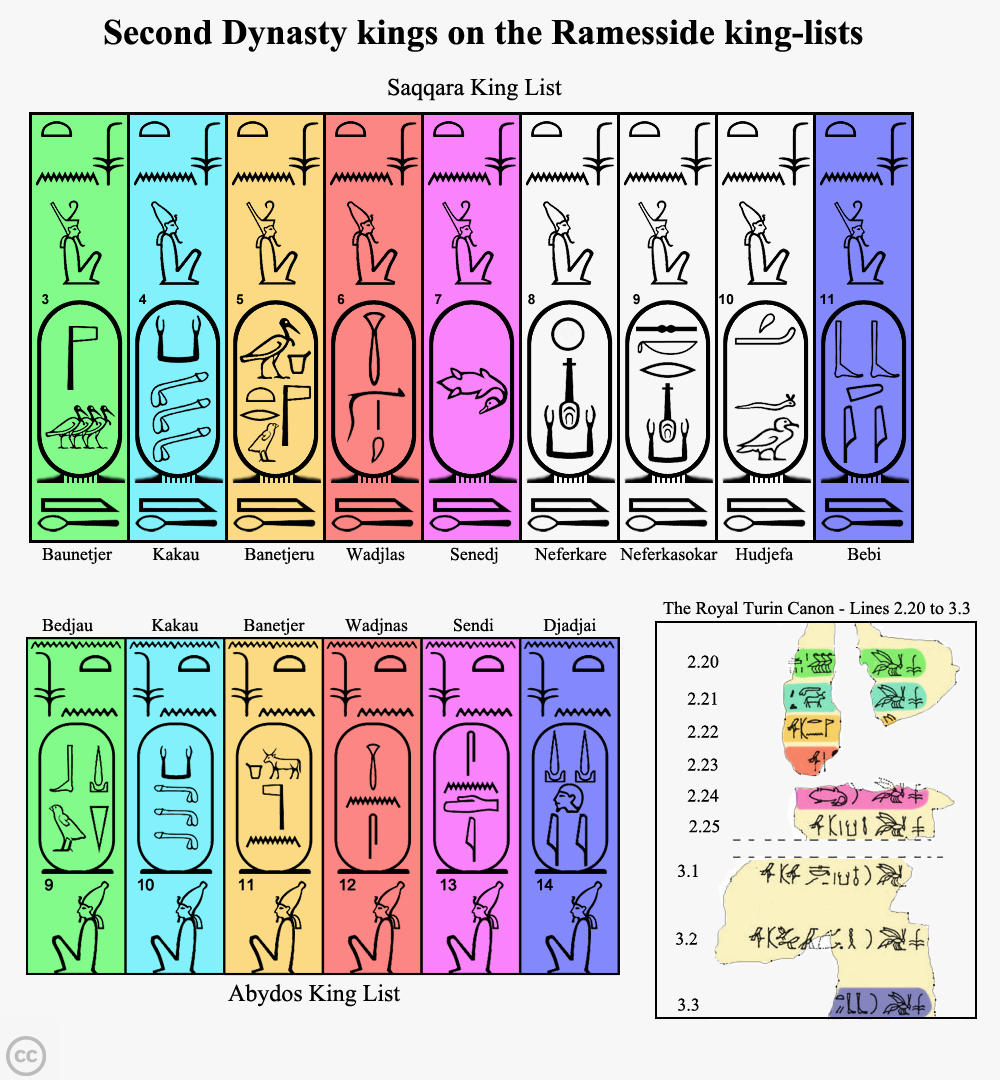
Faraones de la Dinastía II en las Listas reales.

| Nombre       | Comentarios | Reinado (Años) |
| ------------ | ----------- | -------------- |
| Hetepsejemuy | -           | 28             |
| Nebra        | -           | 39             |
| Nynecher     | -           | 35             |
| Uneg         | -           | 8              |
| Senedi       | -           | 11             |
| Neferkara I  | -           | 5?             |
| Neferkaseker | -           | 8?             |
| Hudyefa      | -           | 2?             |
| Sejemib      | -           | 10?            |
| Peribsen     | -           | 10?            |
| Jasejem      | -           | 7?             |
| Jasejemuy    | -           | 27             |

|  |